# 20 كيلومتر مشي في الألعاب الأولمبية الصيفية 2012 - رجال
أقيم نهائي 20 كيلومتر مشي رجال في الألعاب الأولمبية الصيفية 2012 يوم 4 أغسطس بالملعب الأولمبي بلندن
الحد الأدنى المؤهل للأولمبيات هو 1س 22د 30ث بالنسبة للحد (أ) و1س 24د 30ث بالنسبة للحد (ب)

## الرقم القياسي
الرقم القياسي العالمي والأولمبي للفعالية قبل الألعاب الأولمبية :
| الرقم القياسي العالمي  | 1س 17د 16ث | فلاديمير كانايكين روسيا  | 29 نونبر 2007 | سارانسك |
| الرقم القياسي الأولمبي | 1س 18د 51ث | روبير كونزينيزسكي بولندا | 22 نونبر 2000 | سيدني   |

## المتوجون بالميدالية
| Or             | Argent                 | Bronze         |
| تشن دينغ الصين | إريك باروندو غواتيمالا | وانغ تشن الصين |

## وصلات خارجية
- الفعالية على موقع الألعاب الأولمبية 2012